# Gustoća električne snage
Pojam gustoće izvorno je vezan za gustoću tvari, gdje je gustoća tvari određena omjerom mase neke tvari i njezina obujma, a izražava se u kg/m3. Širenjem saznanja iz elektromagnetizma i elektrostatike uvedeni su novi, dodatni pojmovi gustoće te na sličan način možemo razmatrati gustoću magnetskog toka ili gustoću energije sadržane u električnom polju.  
Pojmam gustoće može se u elektrotehnici proširiti na gustoću energije koja je pohranjena u nekoj električnoj napravi (baterija ili akumulator) gdje se gustoća energije može izraziti omjerom količine pohranjene energije i mase same naprave. Pojam gustoće energije, međutim, ništa ne govori o opteretivosti električnog izvora. U novije vrijeme sve se više zato koristi i pojam gustoće električne snage koji opisuje upravo karakteristike opteretivosti električnog izvora.

## Opteretivost električnog izvora
Opteretivost električnog izvora usko je povezana s njegovim unutarnjim električnim otporom. Unutarnji električni otpor izvora iz fizikalnih je razloga ovisan o njegovim fizičkim dimenzijama (debljini žice zavoja svitka električnog generatora ili površini elektroda nekog kemijskog električnog izvora). Opteretivost električnog izvora odredit će u tom smislu “brzinu” dobivanja energije, odn. nazivnu snagu električnog izvora. Pri određivanju veličine opterećenja, a uz kontinuirani rad električnog izvora, valja težiti da električni izvor radi kao naponski električni izvor kako bi njegovo zagrijavanje bilo što manje. U posebnim prilikama tijekom kratkog vremena dozvoljena su, naravno, i maksimalna opterećenja.

## Opteretivost olovnog akumulatora
Klasični olovni akumulator može pohraniti otprilike 30-40 Wh/kg električne energije, što ovisi o održavanju i tehnologiji izrade akumulatora. Maksimalna mu je opteretivost oko 180 W/kg te govorimo o gustoći snage iste vrijednosti. Ovakve osobine dostatne su za višesatnu opskrbu potrošača manje snage (priključak fluorescentne rasvjete, radio i TV aparata posredstvom odgovarajućeg DC/AC pretvarača napona) ili kratkotrajna maksimalna opterećenja (pokretanje elektropokretača automobila), no nisu dostatne da osiguraju na primjer zadovoljavajuću autonomiju kretanja osobnog vozila kao što je automobil.

## Opteretivost litij-ionskog akumulator
Litij-ionski akumulator dosiže gustoću koncentrirane električne energije i do 160 Wh/kg, a gustoću električne snage kojih 250-350 Wh/kg. Razvojem litij-ionskih akumulatora ostvario se i jedan od posljednjih preduvjeta za širu proizvodnju i upotrebu automobila na električni pogon.  Razvojem tehnologije litij-ionskih akumulatora izvedeni su i nove izvedbe takvih akumulatora kao što je litij-ionski polimerni akumulator, a u namjeri da se pohrani još veća količina električne energije uz duži vijek trajanja i nižu cijenu.

## Opteretivost litij-ionskog polimernog akumulatora
Litij-ionski polimerni akumulator ima gustoću pohranjene električne energije i do 200 Wh/kg uz odličnu opteretivost koja dosiže 7 kW/kg što ga za sada čini najboljim izborom kada se razmišlja o pogonu električnog automobila.

## Opteretivost električnog kondenzatora
Energiju možemo u njezinu električnom obliku pohraniti i u električnim kondenzatorima. U zadnjih desetak i nešto više godina učinjen je izrazito velik tehnološki napredak usmjeren na poboljšanje karakteristika električnih kondenzatora, naročito u smjeru povećanja nazivnog električnog kapaciteta kondenzatora, tako da se u ovom trenutku proizvode kondenzatori s kapacitetom i većim od nekoliko 1000 F. Gustoća pohranjene električne energije po kilogramu težine trenutno tek sustiže gustoću energije u litij-ionskim baterijama, no razmatrajući jednostavnost, pouzdanost, cijenu, broj mogućih ciklusa punjenja/pražnjenja i životni vijek te gustoću električne snage koja već sada dosiže 10 kW/kg, kondenzator bi uskoro, zahvaljujući i razvoju nanotehnologije, mogao predstavljati ozbiljan izbor za pohranu električne energije.